# Dekanat łojowski
Dekanat łojowski – jeden z dziesięciu dekanatów wchodzących w skład eparchii homelskiej i żłobińskiej Egzarchatu Białoruskiego Patriarchatu Moskiewskiego.

## Parafie w dekanacie
- Parafia Świętej Trójcy w Łojowie
  - Cerkiew Świętej Trójcy w Łojowie
- Parafia Opieki Matki Bożej w Przedziałce
  - Cerkiew Opieki Matki Bożej w Przedziałce
- Parafia Narodzenia Najświętszej Maryi Panny w Uborku
  - Cerkiew Narodzenia Najświętszej Maryi Panny w Uborku